# Andrea Pirlo
Andrea Pirlo (phát âm tiếng Ý: [anˈdrɛ:a 'pi:rlo]; sinh ngày 19 tháng 5 năm 1979) là cựu cầu thủ bóng đá và là huấn luyện viên người Ý.
Khi còn thi đấu anh thường ra sân với vai trò một tiền vệ kiến thiết từ tuyến dưới. Với khả năng sáng tạo, quan sát cũng như kĩ thuật kiểm soát bóng, chuyền bóng và đá phạt thượng thừa, anh được xem là một trong những cầu thủ xuất sắc nhất từng chơi ở vị trí này.
Khởi đầu sự nghiệp, Andrea Pirlo chơi ở vị trí Tiền vệ công cho đội bóng quê hương Brescia và đã giúp đội bóng này đoạt chức vô địch Serie B, giành quyền lên chơi tại Serie A vào năm 1997. Màn trình diễn tiềm năng đã giúp anh cập bến Internazionale vào năm 1998, đội bóng yêu thích thuở nhỏ của cá nhân Pirlo. Tuy nhiên tại đây, thiếu hụt về tốc độ và sự cạnh tranh gắt gao đã không đem tới cho Pirlo nhiều cơ hội ra sân, và kết quả anh bị đem cho mượn vào năm 1999. Dẫu cho màn trình diễn ấn tượng trong khoảng thời gian ngắn tại Reggina và Brescia (một lần nữa) khi bị đem cho mượn, Pirlo vẫn không thể có được vị trí chính thức trong đội hình chính của Inter sau khi trở lại, và bị đem bán cho Đại kình địch A.C. Milan vào năm 2001. Tại Milan, Huấn luyện viên Carlo Ancelotti đã đẩy Pirlo xuống thi đấu ngay trước hàng hậu vệ, như một tiền vệ kiến thiết- lùi sâu, nhằm giúp anh có đủ khoảng trống về thời gian để tổ chức lối chơi của đội bóng. Pirlo tỏa sáng tại vị trí mới và dần phát triển thành một tiền vệ hàng đầu thế giới, giữ vai trò then chốt trong những thành công liên tiếp sau đó của Milan. Cùng Milan, Anh giành được hai danh hiệu UEFA Champions League (2003 và 2007), hai Siêu cúp châu Âu (2003 và 2007), hai danh hiệu Serie A (2004 và 2011), FIFA Club World Cup (2007), Supercoppa Italiana (2004) và Coppa Italia (2003). Pirlo sau đó chuyển tới thi đấu cho Juventus, một ông lớn khác của bóng đá Ý, theo dạng chuyển nhượng tự do vào năm 2011. Ngay lập tức, anh giúp đội bóng giải tỏa cơn khát danh hiệu từ năm 2003 và trở lại với vị thế hàng đầu quốc nội bằng bốn chức vô địch Serie A liên tiếp (2012, 2013, 2014 và 2015), hai Supercoppa Italiana (2012 và 2013) và Coppa Italia (2015). Sau hơn 20 mùa bóng thi đấu trong nước, Pirlo gia nhập New York City vào năm 2015, trước khi thông báo giải nghệ vào tháng 11 năm 2017.
Ở cấp độ quốc tế, Andrea Pirlo đứng thứ 5 về số lần khoác áo trong lịch sử Đội tuyển Ý, với 116 lần xuyên suốt từ năm 2002 tới 2015. Anh từng góp mặt trong đội hình của Đội tuyển trẻ lứa U15, U18 và U21, là đội trưởng của tập thể vô địch UEFA Euro U21 2000 cũng như là cầu thủ xuất sắc nhất và ghi nhiều bàn thắng nhất giải đấu. Anh có trận đầu tiên cho đội tuyển quốc gia vào tháng 11 năm 2002, và cùng đó dẫn dắt đội tuyển Olympic Bóng đá Ý đoạt huy chương đồng ở Olympics 2004. Hai năm sau, Pirlo đóng vai trò quan trọng trong chức vô địch của Đội tuyển Ý ở FIFA World Cup 2006; anh 3 lần trở thành Man of the Match (cầu thủ của trận đấu), trong đó có cả trận Chung kết, nhiều hơn bất kì cầu thủ nào, cùng với đó về thứ ba trong danh hiệu cầu thủ xuất sắc nhất giải đấu. Pirlo cũng góp mặt trong đội hình tiêu biểu của UEFA Euro 2012, giải đấu mà anh đã dẫn dắt Đội tuyển Ý vào tới trận Chung kết, và ba lần giành Man of the Match (nhiều nhất, ngang bằng với Andrés Iniesta). Ngoài ra, Pirlo còn cùng đội tuyển tham dự UEFA Euro 2004, 2008, FIFA World Cup 2010, 2014, FIFA Confederations Cup 2009 và 2013.
Pirlo đứng thứ tư trong cuộc bầu chọn Cầu thủ xuất sắc nhất Châu Âu của UEFA 2012, đứng thứ 7 vào năm 2015; ở danh hiệu Cầu thủ xuất sắc nhất năm của FIFA năm 2007, Pirlo đứng thứ 7; anh cũng lần lượt được xếp hạng 5 và 7 ở cuộc đua Quả bóng vàng 2007 và 2012. Pirlo có tên trong đội hình tiêu biểu của FIFPro 2006, đội hình tiêu biểu UEFA 2012. Trong 3 năm liên tiếp 2012, 2013 và 2014 anh được bầu chọn là Cầu thủ Serie A xuất sắc nhất năm đồng thời có tên trong đội hình tiêu biểu của giải đấu.
Ngày 1/8/2020, Pirlo được Juventus bổ nhiệm làm HLV đội U23. Tuy nhiên, ngày 9/8/2020, chỉ 1 ngày sau khi Juventus bị loại khỏi UEFA Champions League, Ban lãnh đạo đã quyết định sa thải Maurizio Sarri và đưa Pirlo lên làm HLV trưởng đội 1 Juventus.

## Cấp câu lạc bộ

### Giai đoạn đầu
Pirlo sinh tại Flero, Lombardy, Ý. Anh khởi đầu sự nghiệp ở vị trí tiền vệ công cho đội bóng trẻ địa phương Flero, sau đó là Voluntas trước khi đầu quân cho đội trẻ của Brescia năm 1994. Năm 1995, khi Pirlo 16 tuổi, anh được huấn luyện viên Mirea Lucescu đôn lên đội chính và có lần ra sân đầu tiên ở Serie A trong trận gặp Reggina, trở thành cầu thủ trẻ nhất lịch sử Brescia có trận ra sân ở giải đấu. Mùa giải tiếp sau đó, Pirlo không có cơ hội cùng đội chính, nhưng đạt được những thành công nhất định cùng đội trẻ. Anh nhanh chóng có được vị trí chính thức ở mùa giải sau đó, đồng thời giúp đội bóng giành suất trở lại Serie A khi vô địch Serie B. Ngày 19 tháng 10 năm 1997, Pirlo có bàn thắng đầu tiên tại Serie A trong chiến thắng 4-0 của đội nhà trước Vicenza.
Màn trình diễn tiềm năng trong màu áo Brescia đã giúp Pirlo cập bến Internazionale, lúc bấy giờ được dẫn dắt bởi huấn luyện viên cũ của anh là Mirea Lucescu. Tuy nhiên, mùa giải đầu tiên ở đội bóng mới diễn ra không suôn sẻ với cả bản thân anh và câu lạc bộ: Pirlo không thể có vị trí trong đội hình chính, trong khi Inter chỉ cán đích ở vị trí thứ 8. Anh bị đem cho Reggina mượn ở mùa giải 1999-2000 và đã có quãng thời gian thi đấu ấn tượng. Nhưng một lần nữa Andrea không thể có vị trí chính thức trong đội hình Nerazurri khi nửa đầu mùa giải sau đó chỉ có vỏn vẹn 4 lần ra sân. Ở nửa sau của mùa giải, Pirlo quay trở lại Brescia bằng một bản hợp đồng cho mượn và thường xuyên được ra sân hơn, đặc biệt anh còn được chơi bóng cạnh thần tượng thuở nhỏ của mình là Roberto Baggio. Huấn luyện viên bấy giờ của Brescia, Carlo Mazzone đã đưa ra quyết định đột phá và trở thành người đầu tiên để Pirlo chơi lùi sâu kiến thiết hơn là dâng cao tấn công, như vị trí của anh bấy giờ. Nhờ khả năng chuyền vượt tuyến của mình, Pirlo nhanh chóng làm quen với vị trí mới và đóng góp quan trọng cho lối chơi của đội. Brescia từ nguy cơ xuống hạng, đã tăng tốc mạnh mẽ và cán đích vị trí thứ 7 vào cuối mùa giải, lọt vào tứ kết Coppa Italia, giành quyền tham dự Intertoto Cup 2001.

### Milan
Sau 3 mùa bóng không thể hiện được nhiều với Internazionale, Pirlo chính thức được bán sang câu lạc bộ kình địch AC Milan với giá 35 tỷ lire Ý (khoảng 18 triệu Euro. Cuộc chuyển nhượng còn kèm theo việc trao đổi Cristian Brocchi lấy Guly; Paolo Ginestra lấy Matteo Bogani.

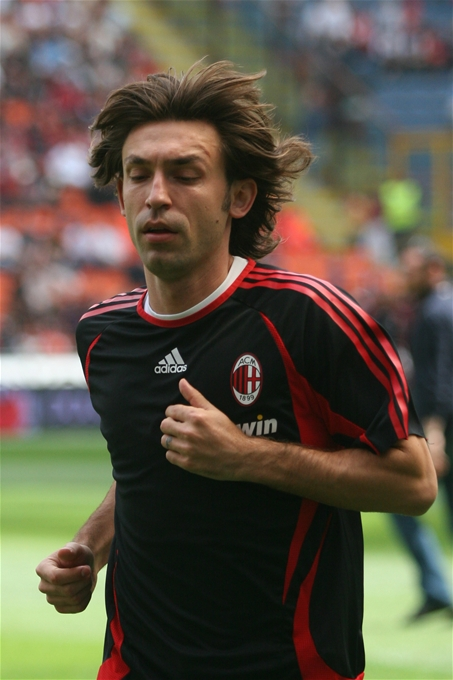
Andrea Pirlo làm nóng trước trận đấu giữa AC Milan và Fiorentina

Tại Milan, Pirlo đã tìm được hướng phát triển của mình để trở thành cầu thủ đẳng cấp thế giới ở vai trò tiền vệ thu hồi và kiến thiết bóng từ tuyến dưới. Với câu lạc bộ này, anh giành hai danh hiệu vô địch Serie A và hai chức vô địch Champions League. Bên cạnh đó anh còn đoạt hai Italian Cup và hai Siêu cúp châu Âu với Milan vào các năm 2003, 2007. Kỉ niệm khó phai nhất của anh trong giai đoạn này, là cú sút Penalty hỏng (bị thủ môn Jerzy Dudek cản phá) tại trận chung kết Champions League năm 2005, qua đó gián tiếp để Liverpool lên ngôi vô địch trong một trận lội ngược dòng ngoạn mục.
Pirlo, ban đầu đã chơi như một tiền vệ công dưới thời huấn luyện viên Carlo Mazzone để hỗ trợ cho Roberto Baggio tại Brescia. Đến khi sang AC Milan, dưới sự bố trí của huấn luyện viên Carlo Ancelotti, Pirlo chuyển xuống tuyến dưới ngang hàng với tiền vệ phòng ngự Gennaro Gattuso với nhiệm vụ thu hồi bóng để phát động tấn công, anh làm tốt công việc điều khiển lối chơi toàn đội đến mức được tặng cho biệt danh "Nhạc trưởng" (tiếng Ý: Maestro). Anh dẫn đầu Serie A mùa bóng 2002–03 ở bốn thống kê đặc biệt: cầu thủ chuyền nhiều nhất (2589 đường chuyền), cầu thủ giữ bóng nhiều nhất (123 giờ và 39 phút), cầu thủ giành bóng được nhiều nhất (661 lần), và chuyền thành công nhiều nhất (2093 đường). Trung bình anh chuyền chính xác 90 đường chuyền 1 trận. Tại mùa bóng 2006-2007, anh là cầu thủ chơi nhiều nhất cho Milan với tổng cộng 2782 phút. Vào tháng 10 năm 2007, anh được FIFA đề cử cho danh hiệu Cầu thủ của năm (cuối cùng người đồng đội tại AC Milan, Kaká đã giành danh hiệu này). Sau khi Kaká và huấn luyện viên Carlo Ancelotti rời Milan vào mùa hè 2009, Chelsea ngỏ ý muốn mua Pirlo với giá 12 triệu đôla cộng với cầu thủ Claudio Pizarro. AC Milan từ chối điều đó.  Vào ngày 5 tháng 8, chủ câu lạc bộ là ông Silvio Berlusconi khẳng định Pirlo không phải để bán, và muốn anh ở lại Milan cho đến cuối sự nghiệp. Ngày 21 tháng 10 năm 2009, Pirlo đã ghi một bàn thắng tuyệt đẹp vào lưới Real Madrid từ khoảng cách 30 mét, trong trận đấu mà AC Milan đã thắng với tỉ số 3-2.
Trong trận đấu với Genoa vào ngày 25 tháng 9 năm 2010, Pirlo đã thực hiện một đường kiến tạo tinh tế vào vòng cấm địa giúp Zlatan Ibrahimovic hòn toàn thoải mái để đưa bóng vào lưới. Ngày 2 tháng 10 cùng năm, Pirlo ghi một bàn từ khoảng cách 40 yard vào lưới Parma để đưa Milan về vị trí số 1 mùa bóng. Ngày 14 tháng 5 năm 2011, Pirlo ra sân lần cuối cùng trong màu áo AC Milan. Trận này anh vào sân từ ghế dự bị trong hiệp 2 thay cho Massimo Ambrosini và cùng câu lạc bộ ăn mừng chức vô địch Serie A mùa giải 2010-2011 với trận thắng đậm đà 4-1 trước Cagliari. Bốn ngày sau đó, Pirlo xác nhận anh sẽ rời AC Milan khi mùa giải kết thúc, sau khi phía anh và AC Milan đã không thỏa thuận được hợp đồng mới. Trong mùa giải cuối cùng tại Milan, Pirlo chỉ ra sân 17 trận, không ghi được bàn và có 3 đường chuyền thành bàn..

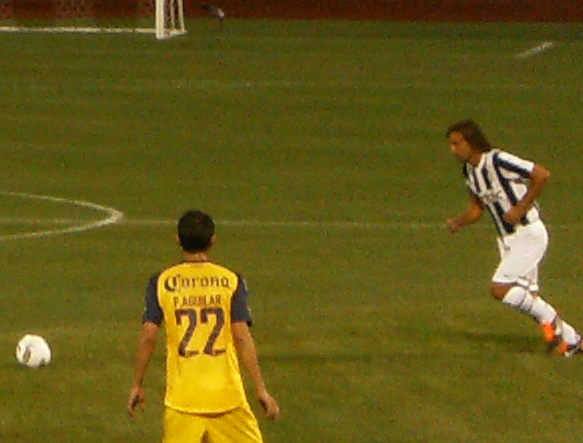
Pirlo trong trận giao hữu với América ở New York

### Juventus
Vào mùa bóng 2011, Pirlo gia nhập Juventus dưới dạng chuyển nhượng tự do và ký hợp đồng với câu lạc bộ này đến năm 2014.
Anh ra mắt lần đầu trong màu áo Juventus tại trận giao hữu với Sporting Clube de Portugal, trận mà Juventus đã để thua 2–1. Trận đấu chính thức đầu tiên của anh với "Bà Đầm Già" là trận mở màn Serie A mùa bóng 2011-2012 với Parma trên sân nhà, kết quả thắng 4-1. Trận này anh đã có 2 đường chuyền quyết định mang lại bàn thắng cho Stephan Lichtsteiner và Claudio Marchisio. Antonio Conte đã bố trí Pirlo chơi bên cạnh Marchisio và Arturo Vidal trong đội hình có 3 tiền vệ.
Bàn thắng đầu tiên của anh cho Juventus là một pha sút phạt trực tiếp trong trận thắng 3-1 trước Catania vào ngày 18 tháng 2 năm 2012, giúp Juventus lấy lại ngôi đầu bảng từ tay AC Milan – đội bóng cũ của anh.
Anh kết thúc mùa giải thành công với chức vô địch Serie A 2011-2012 sau khi giúp "Bà Đầm Già" chiến thắng Cagliari Calcio với tỉ số 2-0,. Chung cuộc, anh là cầu thủ có nhiều đường chuyền thành bàn nhất giải với 13 đường chuyền Pirlo được đưa vào đội hình xuất sắc nhất Serie A mùa bóng đó. Báo chí mô tả là anh đang lấy lại phong độ đỉnh cao đã từng thể hiện trong màu áo AC Milan. Pirlo cũng cùng Juventus xếp thứ 2 sau S.S.C. Napoli tại giải Coppa Italia.
Tháng 7/2015 anh chuyển sang mỹ (Hoa Kỳ) câu lạc bộ New York City
Năm 2017, anh tuyên bố giải nghệ.

## Sự nghiệp quốc tế
Marcello Lippi
Zbigniew Boniek
Michael Cox

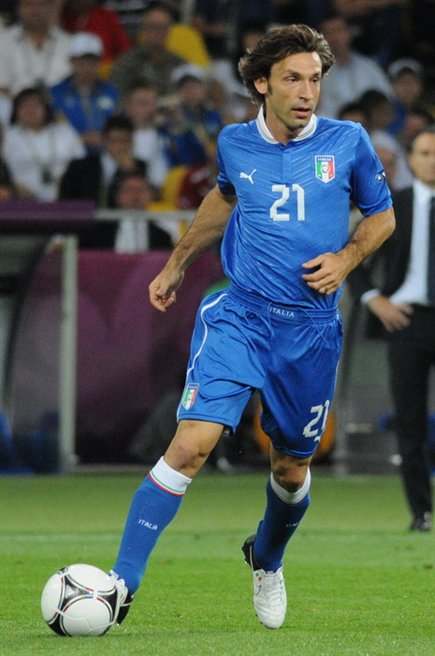
Andrea Pirlo trong màu áo Ý, trận gặp Anh ở vòng tứ kết Euro 2012

Pirlo mang băng đội trưởng tuyển U-21 Ý tại giải Vô địch U-21 châu Âu năm 2000 (mang áo số 10 và đoạt danh hiệu cầu thủ xuất sắc nhất giải) và vào tới bán kết giải này năm 2002. Pirlo chơi cho tuyển quốc gia Ý từ Olympics 2000, sau đó đoạt huy chương đồng tại Olympics 2004.

### World Cup 2006
Pirlo là một thành viên trong tuyển quốc gia Ý tham dự World Cup 2006. Trong trận ra quân của Ý tại giải này, Pirlo ghi bàn mở tỉ số trận trước Ghana, và kiến thiết một đường bóng cho Vincenzo Iaquinta ấn định chiến thắng 2–0, sau đó anh được bầu làm "Cầu thủ của trận đấu". Ở trận tiếp theo, anh kiến tạo cho Alberto Gilardino thực hiện một pha đánh đầu thành bàn cho Ý trong trận hòa 1-1 với tuyển Mỹ.
Đến trận bán kết với Đức, anh lại có đường kiến tạo mang lại bàn mở tỉ số cho Ý, Ý thắng 2-0 chung cuộc và Pirlo lại được bầu làm "Cầu thủ của trận". Đến trận chung kết với Pháp, cú sút phạt góc của anh đã đưa bóng tới đầu Marco Materazzi, giúp cầu thủ này cân bằng tỉ số 1-1, 10 phút sau khi Pháp có bàn thắng mở màn của Zidane. Trận đấu đi đến loạt sút luân lưu, Pirlo đã hoàn thành nhiệm vụ ghi bàn mở màn của loạt sút này và lần thứ 3 được bầu làm cầu thủ chơi hay nhất trận. Kết thúc giải, anh xếp thứ 3 trong danh sách cầu thủ tiêu biểu của mùa giải, đoạt quả bóng Đồng và là cầu thủ kiến thiết bóng tốt nhất.

### Sau World Cup
Ngày 17 tháng 7 năm 2008, Pirlo ghi bàn từ chấm phạt đền giúp Ý đánh bại Pháp tại vòng bảng Euro 2008. Ý sau đó thua Tây Ban Nha sau loạt sút luân lưu tại bán kết, đội mà sau đó đã lên ngôi vô địch.
Tại World Cup 2010, Pirlo dính chấn thương nên đã không đá hai trận đầu của Ý tại vòng bảng. Anh trở lại ở những phút cuối trận đấu với Slovakia, tuy rằng đã giúp đội chơi khá hơn ở những phút này, nhưng Ý vẫn thua 3-2 trước Slovakia và bị loại khỏi giải.

### Euro 2012
Pirlo đá 9 trận tại vòng đấu loại Euro 2012 ở Ba Lan và Ukraina, ghi 1 bàn thắng trong trận thắng 5-0 của Ý trước Đảo Faroe vào ngày 7 tháng 11 năm 2010.
Với những màn trình diễn tốt tại Juventus, Pirlo được huấn luyện viên Ý bấy giờ là Cesare Prandelli trọng dụng. Trong trận mở màn của Ý tại vòng loại Euro 2012, Pirlo có một pha căng ngang giúp đồng đội Antonio di Natale hạ gục thủ thành Cassillas trong trận hòa 1–1 với đương kim vô địch châu Âu Tây Ban Nha. Pirlo cũng có một bàn thắng cho mình tại giải này từ cú sút phạt đẹp mắt vào lưới của Croatia tại trận tiếp theo vào ngày 14 tháng 6. Ở trận cuối của vòng bảng với Ailen, Pirlo thực hiện một đường chuyền từ cú sút phạt góc cho Antonio Cassano ghi bàn mở tỉ số. Ý sau đó thắng 2-0 và tiến đến trận tứ kết với vị trí nhì bảng C.
Ngày 24 tháng 6, Pirlo có một trận đất xuất sắc trước đội Anh, trận mà Ý thắng 4-2 ở loạt sút luân lưu. Qua đó anh được bầu làm cầu thủ xuất sắc nhất trận. Trong loạt sút luân lưu này, Pirlo đã hạ gục thủ thành Joe Hart từ pha sục bóng nhẹ nhàng nhưng hiểm hóc, được biết với tên cú sút Panenka, và được báo giới ca ngợi hết mực.
Tại trận bán kết vào ngày 28 tháng 6 trước Đức, Pirlo một lần nữa được bầu làm cầu thủ chơi hay nhất trận, sau khi Ý hạ Đức với tỉ số 2-1. Sau những màn trình diễn nổi bật, anh được kì vọng là sẽ giúp Ý hạ Tây Ban Nha ở trận chung kết, nhưng điều đó không xảy ra. Ý thất thủ trước Tây Ban Nha 4 trái không gỡ và Pirlo đành buồn bã nhìn các cầu thủ Tây Ban Nha lên ngôi vô địch châu Âu lần thứ 2 liên tiếp.
Cùng với Andrés Iniesta của Tây Ban Nha, Pirlo được 3 lần bầu làm "Cầu thủ của trận đấu" tại giải này (nhiều nhất), anh sau đó cũng được chọn vào đội hình tiêu biểu của giải đấu.

## Đời sống cá nhân
Andrea Pirlo và vợ Deborah Roversi cưới nhau vào năm 2001, có hai con: trai tên Niccolò (sinh năm 2003) và gái tên Angela (sinh năm 2006).
Cha Pirlo là chủ một hãng kinh doanh kim loại thành lập năm 1982 tại Brescia, hãng Elg Steel, hiện có doanh thu khoảng 2721 triệu Euro. Andrea Pirlo cũng là một cổ đông trong công ty đó. 
Với sự thành công đến từ việc kinh doanh của gia đình và nghề nghiệp bóng đá của cá nhân, Pirlo từng nói với tạp chí Vanity Fair của Ý rằng anh không bao giờ quan tâm tới chuyện tiền bạc.

## Thống kê sự nghiệp

### Câu lạc bộ
Tính đến 5 tháng 11 năm 2017
| Câu lạc bộ          | Mùa giải            | Giải đấu | Giải đấu | Cúp quốc gia | Cúp quốc gia | Châu Âu | Châu Âu | Khác | Khác | Tổng cộng | Tổng cộng |
| Câu lạc bộ          | Mùa giải            | Trận     | Bàn      | Trận         | Bàn          | Trận    | Bàn     | Trận | Bàn  | Trận      | Bàn       |
| ------------------- | ------------------- | -------- | -------- | ------------ | ------------ | ------- | ------- | ---- | ---- | --------- | --------- |
| Brescia             | 1994–95             | 1        | 0        | 0            | 0            | –       | –       | –    | –    | 1         | 0         |
| Brescia             | 1995–96             | 0        | 0        | 0            | 0            | –       | –       | –    | –    | 0         | 0         |
| Brescia             | 1996–97             | 17       | 2        | 1            | 0            | –       | –       | –    | –    | 18        | 2         |
| Brescia             | 1997–98             | 29       | 4        | 1            | 0            | –       | –       | –    | –    | 30        | 4         |
| Brescia             | 2000–01             | 10       | 0        | 0            | 0            | –       | –       | –    | –    | 10        | 0         |
| Brescia             | Tổng cộng           | 57       | 6        | 2            | 0            | –       | –       | –    | –    | 59        | 6         |
| Inter Milan         | 1998–99             | 18       | 0        | 7            | 0            | 7       | 0       | –    | –    | 32        | 0         |
| Inter Milan         | 2000–01             | 4        | 0        | 1            | 0            | 3       | 0       | –    | –    | 8         | 0         |
| Inter Milan         | Tổng cộng           | 22       | 0        | 8            | 0            | 10      | 0       | –    | –    | 40        | 0         |
| Reggina (mượn)      | 1999–2000           | 28       | 6        | 2            | 0            | –       | –       | –    | –    | 30        | 6         |
| Reggina (mượn)      | Tổng cộng           | 28       | 6        | 2            | 0            | –       | –       | –    | –    | 30        | 6         |
| Milan               | 2001–02             | 18       | 2        | 2            | 0            | 9       | 0       | —    | —    | 29        | 2         |
| Milan               | 2002–03             | 27       | 9        | 2            | 0            | 13      | 0       | —    | —    | 42        | 9         |
| Milan               | 2003–04             | 32       | 6        | 0            | 0            | 10      | 1       | 2    | 1    | 44        | 8         |
| Milan               | 2004–05             | 30       | 4        | 1            | 0            | 12      | 1       | 0    | 0    | 43        | 5         |
| Milan               | 2005–06             | 33       | 4        | 4            | 0            | 12      | 1       | —    | —    | 49        | 5         |
| Milan               | 2006–07             | 34       | 2        | 4            | 0            | 14      | 1       | —    | —    | 52        | 3         |
| Milan               | 2007–08             | 33       | 3        | 1            | 0            | 9       | 2       | 2    | 0    | 45        | 5         |
| Milan               | 2008–09             | 26       | 1        | 0            | 0            | 3       | 1       | —    | —    | 29        | 2         |
| Milan               | 2009–10             | 34       | 0        | 1            | 0            | 8       | 1       | —    | —    | 43        | 1         |
| Milan               | 2010–11             | 17       | 1        | 3            | 0            | 5       | 0       | —    | —    | 25        | 1         |
| Milan               | Tổng cộng           | 284      | 32       | 18           | 0            | 95      | 8       | 4    | 1    | 401       | 41        |
| Juventus            | 2011–12             | 37       | 3        | 4            | 0            | —       | —       | —    | —    | 41        | 3         |
| Juventus            | 2012–13             | 32       | 5        | 2            | 0            | 10      | 0       | 1    | 0    | 45        | 5         |
| Juventus            | 2013–14             | 30       | 4        | 1            | 0            | 13      | 2       | 1    | 0    | 45        | 6         |
| Juventus            | 2014–15             | 20       | 4        | 2            | 0            | 10      | 1       | 1    | 0    | 33        | 5         |
| Juventus            | Tổng cộng           | 119      | 16       | 9            | 0            | 33      | 3       | 3    | 0    | 164       | 19        |
| New York City       | 2015                | 13       | 0        | 0            | 0            | —       | —       | —    | —    | 13        | 0         |
| New York City       | 2016                | 32       | 1        | 0            | 0            | —       | —       | 1    | 0    | 33        | 1         |
| New York City       | 2017                | 15       | 0        | 0            | 0            | —       | —       | 1    | 0    | 16        | 0         |
| New York City       | Tổng cộng           | 60       | 1        | 0            | 0            | —       | —       | 2    | 0    | 62        | 1         |
| Tổng cộng sự nghiệp | Tổng cộng sự nghiệp | 570      | 61       | 39           | 0            | 138     | 11      | 9    | 1    | 756       | 73        |

### Đội tuyển quốc gia
Tính đến 3 tháng 9 năm 2015
| Ý         | Ý    | Ý   |
| Năm       | Trận | Bàn |
| --------- | ---- | --- |
| 2002      | 4    | 0   |
| 2003      | 1    | 0   |
| 2004      | 7    | 1   |
| 2005      | 9    | 3   |
| 2006      | 14   | 1   |
| 2007      | 8    | 1   |
| 2008      | 9    | 1   |
| 2009      | 12   | 1   |
| 2010      | 8    | 1   |
| 2011      | 9    | 0   |
| 2012      | 13   | 2   |
| 2013      | 13   | 2   |
| 2014      | 6    | 0   |
| 2015      | 3    | 0   |
| Tổng cộng | 116  | 13  |

### Bàn thắng quốc tế
| #   | Ngày                 | Địa điểm                                                | Đối thủ          | Bàn thắng | Kết quả | Giải đấu                 |
| --- | -------------------- | ------------------------------------------------------- | ---------------- | --------- | ------- | ------------------------ |
| 1.  | 30 tháng 5 năm 2004  | Sân vận động Olympique de Radès, Radès, Tunisia         | Tunisia          | 3–0       | 4–0     | Giao hữu                 |
| 2.  | 26 tháng 3 năm 2005  | San Siro, Milano, Ý                                     | Scotland         | 1–0       | 2–0     | Vòng loại World Cup 2006 |
| 3.  | 26 tháng 3 năm 2005  | San Siro, Milano, Ý                                     | Scotland         | 2–0       | 2–0     | Vòng loại World Cup 2006 |
| 4.  | 17 tháng 8 năm 2005  | Sân vận động Lansdowne Road, Dublin, Ireland            | Cộng hòa Ireland | 1–0       | 2–1     | Giao hữu                 |
| 5.  | 12 tháng 6 năm 2006  | AWD-Arena, Hannover, Đức                                | Ghana            | 1–0       | 2–1     | World Cup 2006           |
| 6.  | 13 tháng 10 năm 2007 | Sân vận động Luigi Ferraris, Genova, Ý                  | Gruzia           | 1–0       | 2–0     | Vòng loại Euro 2008      |
| 7.  | 17 tháng 6 năm 2008  | Letzigrund, Zürich, Thụy Sĩ                             | Pháp             | 1–0       | 2–0     | Euro 2008                |
| 8.  | 28 tháng 3 năm 2009  | Sân vận động Thành phố Podgorica, Podgorica, Montenegro | Montenegro       | 1–0       | 2–0     | Vòng loại World Cup 2010 |
| 9.  | 7 tháng 9 năm 2010   | Sân vận động Artemio Franchi, Firenze, Ý                | Quần đảo Faroe   | 5–0       | 5–0     | Vòng loại Euro 2012      |
| 10. | 14 tháng 6 năm 2012  | Sân vận động Miejski, Poznań, Ba Lan                    | Croatia          | 1–0       | 1–1     | Euro 2012                |
| 11. | 12 tháng 10 năm 2012 | Sân vận động Hrazdan, Yerevan, Armenia                  | Armenia          | 1–0       | 3–1     | Vòng loại World Cup 2014 |
| 12. | 31 tháng 5 năm 2013  | Sân vận động Renato Dall'Ara, Bologna, Ý                | San Marino       | 3–0       | 4–0     | Giao hữu                 |
| 13. | 16 tháng 6 năm 2013  | Sân vận động Maracanã, Rio de Janeiro, Brasil           | México           | 1–0       | 2–1     | Confed Cup 2013          |

## Danh hiệu cầu thủ

### AC Milan
- Serie A: 2004, 2011
- Coppa Italia: 2003
- Supercoppa Italiana: 2004
- UEFA Champions League: 2003, 2007
- UEFA Super Cup: 2003, 2007
- FIFA Club World Cup: 2007
- Trofeo Tim: 2008

### Juventus
- Serie A: 2012, 2013, 2014, 2015, 2016
- Coppa Italia: 2014, 2015
- Supercoppa Italiana: 2012, 2013

### Brescia
- Vô địch Serie B: 1996-1997

### Đội tuyển quốc gia
- UEFA U21 European Championship: 2000
- 2004 Summer Olympics – Huy chương đồng
- FIFA World Cup: 2006
- UEFA Euro: Á quân 2012

### Cá nhân
- UEFA European Under-21 Championship Golden Player: 2000
- UEFA European Under-21 Championship Top Scorer: 2000
- 2006 FIFA World Cup Team of the Tournament
- FIFA World Cup Bronze Ball Award: 2006
- 2006 FIFA World Cup Final Man of the Match
- FIFPro World XI: 2006
- UEFA Euro 2012 Team of the Tournament

## Liên kết mở rộng
- Tư liệu liên quan tới Andrea Pirlo tại Wikimedia Commons
- Bản mẫu:ESPN FC
- Bản mẫu:MLS player
- "NYFC Profile". Bản gốc lưu trữ ngày 29 tháng 4 năm 2016. Truy cập ngày 17 tháng 10 năm 2015.
- Andrea Pirlo tại Soccerway
- Bản mẫu:TuttoCalciatori
- legaseriea.it Lưu trữ ngày 28 tháng 7 năm 2022 tại Wayback Machine (tiếng Ý)
- FIGC (tiếng Ý)
- Italia1910.com (tiếng Ý)